# Lehstenberg
Der Lehstenberg ist ein 768 m hoher, stark bewaldeter Berg im nördlichen Fichtelgebirge. Er liegt im oberfränkischen Landkreis Wunsiedel im Fichtelgebirge, nordöstlich der Stadt Bad Weißenstadt. Im Bergbereich befindet sich das Quellgebiet des Lehstenbaches ohne eigentliche Quellfassung. 

## Waldnutzung
Im Jahr 1499 durften sich die Reicholdsgrüner Bewohner aus dem Wald des Lehstenberges kostenlos mit Holz versorgen. An der Westseite fanden früher Granitabbau und Torfgewinnung statt. Die Waldbewirtschaftung erfolgt durch die Bayerischen Staatsforste, Forstbetrieb Selb.